# 牙狼 -紅蓮ノ月-
『牙狼 -紅蓮ノ月-』（ガロ ぐれんノつき）は、2015年10月より2016年4月までテレビ東京をはじめとして、TXN各局ほかで放送された連続テレビアニメ作品。
2018年10月6日より公開されたアニメーション映画『劇場版 薄墨桜-GARO-』についても記載する。

## 概要
特撮・アニメで展開されている牙狼〈GARO〉シリーズのうち、2Dセルタッチアニメーションとして製作された初作『牙狼〈GARO〉-炎の刻印-』に次ぐテレビアニメ第2弾。シリーズ全体としては、本作品開始前までテレビで放送していた連続特撮ドラマ『牙狼〈GARO〉-GOLD STORM- 翔』に次ぐ。連続2クール放送。
本作品では西洋・中世的世界観をベースにしていた『炎の刻印』から完全に変え、原作者である雨宮慶太が得意とする「和」のテイストが前面に押し出された。時代設定は平安時代だが、時代考証は重視していない。平安京において、闇に蠢く妖怪じみた存在「火羅」（ホラー）を人知れず狩る宿命を負った「守りし者」（まもりしもの）たちの戦いを描く。
スタッフはシリーズ過去作で脚本経験を持つ井上敏樹と、シリーズ初参加となる會川昇がシリーズ構成を担当し、メインキャラクターデザインに雨宮と親交の深い漫画家・桂正和が起用されている。また、桂は物語後半でリニューアルされる牙狼の鎧のデザインも担当している。
主要キャスト陣のうち、主人公・雷吼役にはシリーズの実写作品『牙狼〈GARO〉 -魔戒ノ花-』で主役・冴島雷牙を演じた中山麻聖が声優に初挑戦している。雷吼以外の主要キャストには、『炎の刻印』に出演した面々が全員とも別の配役で参加している。中山の声は主要キャストから絶賛されており、星明役の朴璐美との掛け合いなどには、スタッフの指示で彼らのアドリブも盛り込まれている。
2017年11月23日に放送された『金狼感謝祭2017』で劇場版の新作アニメの製作・公開が発表され、『薄墨桜 -GARO-』のタイトルで2018年10月6日より公開された。詳細は#劇場版を参照。
なお、アニメシリーズの『牙狼-GARO- -炎の刻印-』『紅蓮ノ月』『牙狼-GARO- -VANISHING LINE-』の世界はすべて同一であり、牙狼のアニメシリーズの中では本作品が最も古い時系列である。このことについては劇場版の先行入場者特典のクロスオーバードラマCD1「紅雷」で星明が、『炎の刻印』のエマ・グスマン、『VANISHING LINE』のソフィア・ヘネスを含めた3名の中で、自身が最も古い時代の人間であると述べている。

## 制作
初期の案として、平安時代の魔戒法師を主人公とした物語で、安倍晴明が女という案が存在し、それを受けて脚本よりも先に桂正和のデザインが完成していた。
デザインは全体的に、歌舞伎のモチーフが入っている。キャラクターデザインにおいては、色によって関係性が表現されている。道長や検非違使はグリーン系で、『薄墨桜』の明羅と時丸はブルーという形になっている。

## ストーリー
序
輝かしい光に溢れ、四季折々に典雅な花が咲き乱れる美し国の都があった。名を平安京という。
しかし光が強ければ、闇もその昏さを増す。日が沈み夜が訪れると、都には火羅（ホラー）なる物の怪が跳梁跋扈し、人間を襲う。都の中枢・光宮に入れる特権を持つ身分貴き者のように陰陽師の霊的加護を受けられぬ貧しき民草は、夜な夜な火羅に怯えていた。
そんな民たちを救うかのように、どこからともなく現れ、火羅を討滅する者たちが現れた。修験者の如き超常の法力を用いる魔戒法師と、異形の鎧を纏い武の力で火羅と戦う魔戒騎士である。彼らは人々から「守りし者」と総称された。
これは、平安の世を駆け抜ける若き魔戒騎士・雷吼と、従者金時を主軸とした、守りし者たちの物語である。

## 登場人物
登場人物たちは現実の平安時代に実在した人物をモデルにした者も多い。

### 主要人物
雷吼（）
声 - 中山麻聖、潘めぐみ（幼少時代）
本作品の主人公。魔戒騎士の青年。本名は源 頼光（）。幼いころより星明によって修行させられた末、長らく空位となっていた黄金騎士ガロの称号を受け継ぐに至った。「守りし者」として、星明たちと共に火羅と戦う日々を送る。
獅子の鬣のような髪型と鋭い目付きが特徴で、一見すると近寄りがたい雰囲気を醸し出しているが、金時を騙してこっそり屋敷を抜け出そうとしたり、星明に薦められた砂糖菓子を食べて感激するなど、人間らしい茶目っ気や無邪気さもある。
星明が「自分だけの魔戒騎士であってほしい」という欲望と「雷吼の守りし者の使命ゆえの無鉄砲さの危険性」から雷吼に封印の術をかけているため自力で鎧を召還できず、火羅と戦う時は星明に魔導輪ザルバの封印を解いてもらう必要があるほか、火羅を討滅して鎧を送還した後は激しい疲労に陥ることもある。第14話では自力で術を解除して自由に鎧を召還できるようになったのだが、このことが星明の心境を大きく変えていく。
「守りし者」としての使命をしっかりと自覚しており、守りし者の使命以上に雷吼を守りたいと思う星明や、義賊を行うようになり魔戒騎士にもなった藤原保輔とは、思想上で対立を生んでいる。
父親は源満仲（多田新発意）で、母親は玉櫛。幼いころ、黄金の鎧を欲する藤原道長が鎧の継承者を藤原南家の子にし人の戦いに用いるべく、藤原保昌の妹との政略結婚を強要された多田新発意により、玉櫛と共に平安の都の外へ追放された後、火羅の群れに襲われていたところを星明と金時に保護された。この時、長時間にわたって心滅獣身の状態にあったにもかかわらず、鎧に魂を喰われていなかった。また、それ以前の記憶を喪失して自分の身の上を知らず、生まれ落ちた時より京の外で捨てられていたというが、それは演技であった（当時から「守りし者」としての使命を自覚しており、身の上への怨恨も持っておらず、新たに父の子となった源頼信をも守っていくと決意した）ことが後に判明する。
星明の数々の冗談や嘘から女性を信用できなくなっており、金時曰く女性経験は無い。劇場版でも女性経験は未だにないようで、明羅に質問をしたことが口説き文句だと星明に勘違いされてしまうこともあった。
- 『VANISHING LINE』第23話にて、エルドラドキングの回想に登場。桂正和氏の描き下ろしであり、同様のものが劇場版『薄墨桜-GARO-』前売り券特典の色紙3種のうち1枚に使用されている。衣装はアニメ画ではなく桂正和氏のデザイン画のため、本編の衣装とはディテールなどがやや異なる。
- 紅蓮ノ月の劇場版『薄墨桜-GARO-』のクロスオーバードラマCD2の第二話「宿命」に登場しており、番犬所の稲荷の命で浄化の儀式を執り行う「英雄の塔」へ向かった矢先、時空を操るホラーの襲撃に遭い時空の狭間に飛ばされ、ソードと出会い会話を交わす。
- 劇場版『薄墨桜-GARO-』映像ソフト初回生産限定盤同梱のクロスオーバードラマCD4の完結編第四話「黄金」では、ソード、レオン・ルイスの2名の黄金騎士と共に、邪悪な思念の塊である魔獣と決着をつける。

魔導輪ザルバ（）
声 - 影山ヒロノブ
雷吼が常に手に着けている、意思を持つ指輪。
本作品前半では、普段は石化しており、星明によって封印が解かれた時のみ目覚めていたが、後半第14話にて自ら封印を解いた以降は過去のシリーズと同様に普通にしゃべれるようになり雷吼の戦闘サポートを行う。
金時（）
声 - 矢島晶子
雷吼に従う少年。雷吼の母と共に追放された雷吼を保護した当時から変わっていない容姿や言動は、従者というよりは「お供」に近いが容姿に関しては謎が残る。雷吼の師匠でもある星明に対して当然ながら忠義はあるが、遊ばれるように雑用を言い付けられるのが、いささか不満。
常に背中に携えている2本の黒い棒は地面などにこすりつけて相手に火花を見せることで、その相手が火羅に憑依されているかを見抜くことができる。
稲荷からは体が小さいことと名前から「（金時）豆」と呼ばれている。
第25話「刻蝶」にて、実は雷吼が生まれる前より魔戒騎士であり、鎧を纏うたびに記憶を忘れ、若返るということが起こり、ホラーと戦うが鎧を纏っての戦いを好まないということが判明。歳は40代ぐらいから若返ってるということである。かつては「常若」と名乗っていた。
後述の「常若」の事情から玉櫛との一件の記憶こそないものの、玉櫛と交わした「雷吼のお供であり続ける」という信念は本物。劇場版においても、明羅の罠に嵌められ虚偽の罪で検非違使に捕らえられた際には、従者失格であると自覚しながらも雷吼を救出しようとしていた。
- 『VANISHING LINE』第23話にて、エルドラドキングの回想に登場。桂正和氏の描き下ろしであり、同様のものが劇場版『薄墨桜-GARO-』前売り券特典の色紙3種のうち1枚に使用されている。衣装はアニメ画のものだが、武器の棍棒は桂正和氏のデザイン画のものとなっている。

常若（）
声 - 宮野真守
常若は番犬所より火羅「酒呑童子」討滅の指令を与えられ、京に訪れて酒呑童子と戦う見習い魔戒騎士を助太刀するが逃げられる。酒呑童子を追っている中で、夫との喧嘩で家出をした「玉櫛」という貴族女性と出会い、自分の記憶や生い立ちが無いことを明かす（劇場版のパンフレットによれば、常若は玉櫛に恋愛感情を抱いていたとされている）。また、見習い魔戒騎士は玉櫛の夫であった。玉櫛は火羅討滅へ向かう常若に、お守りとして自身の髪を縫い込んだ布を渡す。酒呑童子は身籠っている母体を狙っており、赤子を身籠っていた玉櫛も屋敷で襲撃されるが、常若がこれを屋敷の外へ追い出し、玉櫛と赤子を守るために常若は鎧を纏い酒呑童子と戦う。それから1年後、玉櫛は赤子を出産し「源頼光」と名付ける（周囲からは「雷吼」と呼ばれている。）。そこへ、玉櫛に仕えるという命を受けて現れたのは、かつて自分がお守りとして渡した布を着た小さな少年「金時」であった。この時から、金時は雷吼のお供であり続けると、玉櫛と約束している。
その数年後、藤原道長の政略結婚の策により玉櫛と雷吼は都を追放されたのだが、このとき金時がどうなったのかは不明。しかし、どういうわけか星明と行動を共にしており、玉櫛と雷吼が雪道を彷徨い火羅の襲撃を受け、雷吼が鎧を無意識に纏っていたところを発見している。
鎧は不明だが、武器は二刀流の小型の斧。ホラーを見極める際は、この斧を地面に擦り付け火花を散らして見極める。また、鎧を纏った直後に黄金色の蝶が、鈴の音とともに記憶を持ち去っていくような光景を目にするという。
星明（）
声 - 朴璐美、逢葉まどか（幼少時代）
魔戒法師として高い能力を有する女性。見た目は若く少女にも見える。普通の人は見向きもしない物品に「美」を感じる特異な感性を持ち、普段は蒐集の品定めに余念が無い。
かつては名門貴族の安武家出身であったが、自らの意志で闇に生きる「守りし者」の道を選んだ。
白銀の髪に桔梗色の装束を纏い、普段は遊女として貴族の屋敷に出入りしており、その美貌と卓越した琵琶の腕で男性たちを虜にしているが、戦闘時はレオタードのような魔法衣を纏い、雷吼を援護する。
これまでのシリーズの魔戒法師と比較すると非常に奇人的な性格で、何かにつけては雷吼と金時を振り回すが、法師としての実力は確か。ちなみに蝶が大の苦手らしい（本人はひどく憎んでいるとのこと）。
実は安武晴明の孫。本名は「きよめ」。賀茂保憲の娘である葛子姫（声 - 久川綾）と安武信太丸（声 - 杉村憲司）との間に生まれた、陰陽師の名門である安武と賀茂の二つの血を持った娘。そのため幼少時より才能に恵まれ、光と闇、陰と陽という双極する2つの力を最大限に発揮できる性質を持ち、火羅退治に強い好奇心を抱いていた。面白味を感じながら火羅を討滅する姿を恐れた晴明により牢に幽閉されるが、火羅の大軍に屋敷を襲撃されて父と母が犠牲となる姿を目の当たりにした後、安武の家を出る。
家を出て以降、長年火羅を封印して魔導具として使役する術だけを磨いてきた。それは火羅と化した母の討滅でもなければ、放置でもない道であった。星明の名は道摩法師に拾われていた際にもらったが、その後に破門された模様。なお、道摩法師とは肉体関係にあった。
朱雀大路の新しい城門として建設中の来世門が、巨大な繭と蘆屋道満に襲われ、雷吼と逃げ遅れた人々のどちらを救うかを道満に迫られた際、苦悩の末に雷吼を救うことを選ぶが、代償として来世門の倒壊と多くの人々の死を招いてしまい、亡くなった人々について「自分たちが殺したも同然」と責める雷吼から別離を言い渡される。さらに道摩法師から、来世門襲撃が、雷吼と星明を仲違いさせることで、星明の助力無しでは鎧を召還できない雷吼が二度と牙狼に変身できないようにする「黄金騎士封じ」のための策略であったことを告げられ愕然とする。このことから内に闇が溜まり込み、嶐鑼の依代である黒星明となってしまう。晴明や赫夜、雷吼らにより黒星明から戻った後には、自らを救出するために新たな嶐鑼の依代となり命尽きることを望む晴明に涙した。嶐鑼戦においては雷吼や保輔をサポート。終盤では白基調の装束の姿へ変身し、心滅を克服した雷吼の黄金の鎧をさらに進化させた。そして、安武家の人間として魔導具である赫夜を使って嶐鑼を再び紅蓮の月へ封印することに成功。その後、嶐鑼から分離して雷吼に戦いを挑み一閃されたことで力尽きた道満を、彼の闇を全て引き受けるという温かな光で包み込みながら顔の傷を癒し、見送った。
雷吼に施していた封印は自らの命を削っており、寿命の幾何かは雷吼に捧げていることが晴明により明らかとなった。
劇場版においては、雷吼を誘惑しようとする明羅に敵対心を抱き、また薄墨桜の復活を巡って法師同士の対決を行った。明羅が都の人間を多少犠牲にしてでも道長を討つという考えを示した後に、都の人間を犠牲にはさせないと反論しており、テレビ版の来世門の事件での「都の人間よりも雷吼が大事」という考え方を改めていることがうかがえる。最終決戦では、昔に薄墨桜の火羅を封印するために一人の法師が命を犠牲にして生み出された封印の槍を復活させ、薄墨桜の火羅の討滅に貢献。また、槍を生成した後でも星明は命を失うことなく生存している。
- 『VANISHING LINE』第23話にて、エルドラドキングの回想に登場。桂正和氏の描き下ろしであり、同様のものが劇場版『薄墨桜-GARO-』前売り券特典の色紙3種のうち1枚に使用されている。
- 紅蓮ノ月の劇場版『薄墨桜-GARO-』のクロスオーバードラマCD1の第一話「紅雷」に登場。ソフィに自己紹介する際、自分が3人の中で最も古い魔戒法師であると述べている。また、エマ・グスマンは星明のことについて知っているようで、稀代の陰陽師と尊敬したり「安武」の名も語った。

戦闘時では魔導筆を使い光弾を放つ、式神を使用し翻弄、殴る蹴るなどの肉体攻撃を使用。劇場版では光弾を鞭のように変化させて薙ぎ払うなどの新たな戦術も見せた。
また、火羅との戦闘の際に辺り一帯を壁で覆う結界を展開することで、火羅を外界から隔離することができる他、魔戒騎士の鎧の制限時間を無視することが可能。ただし、結界にひび割れ程度の損傷でも生じると鎧の制限時間は再び経過を始める。通常の火羅程度には破壊できないほどに強固だが、嶐鑼や薄墨桜（明羅吸収体）、魔導具の赫夜には破壊されている。結界の壁の柄には幾つもの種類が存在している。また、黒星明も一度だけこの結界を展開し、雷吼に戦いを挑んでいる。展開においては、特殊な装置が結界を作る場合と、魔導筆のみで作る場合の2パターンが存在する。
- 担当声優の朴は星明を演じるに際し、当初は「宝塚の男役風」と聞いていたが、現場では「ギャル風」と言われて悩んだという。

黒星明
元々、星明は火羅・闇呑により雷吼の黄金の鎧の光が闇に蝕まれ失われた際に、闇を鎧から引き離す刻印の術を道摩法師から受け、鎧の闇をその身に取り込んだ。さらに、道摩法師らによる来世門襲撃の際に雷吼が離れていってしまったことから、自身の中にさらに闇を生み出してしまう。道摩法師の手によって紅蓮の月の封印から解き放たれた嶐鑼がこの闇につけ込み、自身の完全復活まで星明の身体を依代として支配した姿が「黒星明」である。元の星明の人格は心の中に幽閉されており、闇が不足している間は度々星明の意識が表に出ることがあった。このため、晴明が星明にかけられた術を解こうとした際に黒星明の人格が現れ、晴明を殺害しようとしたが星明の人格が表に出たことで寸前で免れている。嶐鑼の意識の下、黄金騎士や魔戒騎士を忌み嫌っており、鎧を持つ雷吼や保輔と熾烈な戦いを繰り広げる。黄金騎士を求めて都を徘徊している中で頼信や保輔に一度重傷を負わせ、また保輔の兄である保昌を殺害した。番犬所より、嶐鑼の憑代となった星明討滅の指令が下されるが、彼女を救うという信念を貫く雷吼と、兄を彼女の手で殺害された保輔が対立。彼らの一騎打ちは雷吼の勝利に終わり、晴明の術により星明の心の中へ入った雷吼が星明の人格を救出し、黒星明の人格を討滅、星明は肉体を取り戻すことに成功した。しかし、これで嶐鑼が消滅したわけではなく、晴明の術により嶐鑼は彼の心の中へ移り込み依代としてしまう。
戦闘の際には、星明と同じく式神や魔法陣を多用したり拳や蹴りを行うが、魔導筆を刀に変形させて相手を斬り裂く戦法もとる。道満が所持している武器に似た長い魔導筆も使用している。この魔導筆は星明に戻った後も嶐鑼戦で星明が使用しており、通常よりも強力な攻撃が可能となっており、最後には心滅を克服した雷吼の鎧をさらに進化させる役割を果たす（星明曰く、あいつ＝黒星明が置いていったもの）。なお、式神や魔法陣は黒や赤に染まっている。
式ちゃん
声 - 逢葉まどか
星明が晴明の下へ一度訪れた際に授けられた式神。しきしきと声を出すが会話ができないため、自らの体に文字を浮かばせることで意思疎通をとる。普段は星明の召使のような形で、金時の預貯金を盗む、茶を運ばせるなどをさせられている。人を乗せて飛行することも可能。
藤原 保輔（） / 袴垂 保輔（）
声 - 浪川大輔
平安京を武で守護する検非違使の青年。名の高い貴族の出だが、その地位に溺れること無く己を律している。
放免（前科者）の小袖（）（声 - 大関英里）との悲恋以降は貴族の地位を捨て、袴垂の姓を名乗って盗賊団の頭領となる。大半がゴロツキ同然の子分たちとは違って、殺人はせずに傲慢な貴族だけを襲い、弱者に施しを与えることを信条としている。当然ながら、兄であり検非違使の貴族・藤原保昌には反感を抱かれる。
そんな中で彼の義賊としての行動を知った、藤原 時忠（）の名と家を捨てて久しい大義賊・天戒丸（声 - 大塚明夫）から、自身と同じ家系（藤原南家）にあり「守りし者」となる運命を担っていることを打ち明けられ、魔導輪ゴルバの短期間での地獄のような修業を経て、白蓮騎士ザンガの称号を受け継ぎ「守りし者」となるに至った。魔戒騎士となっても義賊を続けており、それを知った保昌とはなおも対立が続く。
嶐鑼の依代となった星明に保昌を殺害されてしまったため、怒り狂いながらも黒星明討滅に向かうが、星明を救いたい雷吼と対立。一騎打ちに負けて星明の件は雷吼に譲るが、その後番犬所に呼び出され、嶐鑼封印の術が記された書物を光宮から盗み出すことを番犬所に依頼される。星明から嶐鑼が離れたことを知ると、盗んだ書物を持って保昌の敵討ちのために嶐鑼討滅の場に現れ、雷吼たちと共闘する。
劇場版においては、嶐鑼の事件後に九国の番犬所の要請で九国に派遣され、そこへ長く居ついている。都を襲う薄墨桜の火羅に対抗するため、稲荷が急遽都へ呼び戻そうとするのだが、都へは魔導馬を最大限に使っても3日はかかってしまうことから、保輔は魔導馬を使い魔戒を突破して当日中に都へ帰還するという荒業を披露した。その後は雷吼たちと共に薄墨桜の討滅へ向けて共闘する。
- 紅蓮ノ月の劇場版『薄墨桜-GARO-』のクロスオーバードラマCD3の第三話「心闇」にて、レオン・ルイスをナイトと勘違いしたルークが戦闘を繰り広げている中で、呆れるように見る形で登場。レオンとルークが和解した後、彼らと共に時空を操るホラーを討滅するため協力する。また、この作品でも「九国の地に派遣された」という劇場版の設定がなされている。
- さらに劇場版『薄墨桜-GARO-』映像ソフト初回生産限定盤同梱のクロスオーバードラマCD4の完結編第四話「黄金」にて、レオン・ルイスをサポートする形で登場しており、魔導馬・レッカも召還する活躍を見せている。
- 担当声優の浪川にとって「小袖（こそで）」は発音しにくかったらしく、保輔と小袖の悲恋が描かれる第5話を収録した後の次週にはリテイクを指示されたという。

魔導輪ゴルバ（）
声 - チョー
保輔が常に手に着けている、意志を持つ腕輪。元々は藤原南家に伝わるものであったが、前の主の天戒丸により保輔に引き渡され、彼を新たな主とする。
保輔に魔戒騎士としての修業を付けたのもゴルバである。
黒星明に藤原保昌が殺害され怒り狂った保輔に「火羅に喰われるぞ」と心配するような警告の発言をしている。
藤原 道長（）
声 - 堀内賢雄
平安京貴族の権力闘争の頂点に君臨する男性。一族全員を追い落として栄耀栄華をほしいままにし、その勢いは国を統べる者たる「天子」すらも凌駕しつつあると言われる。
星明の美貌に見惚れているらしく、幾度か求愛するもことごとく逃げられている模様。
魔戒騎士や法師はおろか火羅や魔戒についても知っており、戦において一騎当千となる黄金の鎧を欲している。また、人々が恐れる紅蓮の月を自身の美しい宴の景色として捉えていたり、火羅を目の前にしてそれほど動じないなど、度量は大きい。
蘆屋道満とは生き別れの兄弟であり、捨てられた道満が闇を求め膨大な陰我にまみれた存在であることとは対照的に、捨てられなかった道長は自分の手は決して汚さず光に満ち続けており、自身は火羅にならないと自負している。道長は道満が捨てられたことについて「それだけのこと」とあしらっていた。平安の都を完全に手中に収めるため、そして命が尽きようとする晴明の代わりとして道満へ協力するよう持ちかけるが、一蹴されたことで道満を「人間の類ではない」とし雷吼に道満討滅を命じる。
また、光宮の奥に保管されていた安武家に伝わる嶐鑼封印の十二の術が記された書物が盗まれた際には、壁に頭をぶつけ流血させるほどに気を狂わせている。
さらに、平安の都が嶐鑼により焼き払われる中、光宮へ民の受け入れを申し出る頼信に対し「都は光宮だけ」「光宮の外に群がる虫のような民は嶐鑼が掃除してくれる」などと言い放って民を見殺しにしようとし、また民のことを貧民と認識しているなどかなり非情な性格。頼信の手で光宮に民が入り込んだ際には、自分の存在意義を民の象徴として保つために手のひらを反すように「民の命は未来永劫安明である」と卑劣にも表向きの言葉を放つ。
劇場版では事件の元凶たる主要人物として登場。自分を快く思っていない大納言を処分するために卑劣な手を使い、また大納言の家族には手を出さぬと称しておきながら後にその家族全てを焼き払う、明羅がどの家の出でありどのような者であるかを知っておきながら知らないふりをして、退屈していた自分自身をどのように楽しませてくれるのかと弄ぶなど、テレビ版（紅蓮ノ月）以上の悪役として活躍している。テレビ版と同様に火羅に対して一切動じず、天下を治めるために恨みは幾らでも背負うと豪語、さらには一時的に力尽きた薄墨桜を煽るような発言さえもしている。魔戒騎士ら「守りし者」がどのような使命を負っているのかを理解した上で、自分の卑劣な計画を達成するために「魔戒の者は一人は飼っておきたい」とまで述べている。その狂気が都に災厄を齎すと見られ、薄墨桜の事件後には小野明允に捕まった。が、検非違使庁が道長の配下にあるためすぐに釈放されるだろうとされている。

蘆屋 道満（）
声 - 関智一
謎の法師。顔中に傷を負った不気味な男性でその気は邪悪に染まり、その心は「闇」を愛し、「光」に対する憎悪で満ち溢れており、迎門（ゲート）を自ら創り出して現世に火羅を召還する術を操る。
突如雷吼たちの前に姿を現し、星明からは「火羅よりも性質が悪い」と断言されている。
彼は「この世の全ての光を闇で食らい、闇そのものを求める」ことに執着しているが、それは自らの出産の経緯にある。光宮を治める藤原道長とは生き別れの双子であるため道長同様に藤原南家の生まれだが、両親は道長だけを手元に残し、道満は顔に無数の傷をつけ布で包み桶に乗せて川に流すという形で涙を流し悔やみながらも捨ててしまった。
その後、先代の蘆屋道満であった道摩法師に拾われ彼の弟子となり蘆屋道満の名を授かり、光を憎み闇を自分のものにすべく術を磨く。道摩法師の嶐鑼復活のための様々な策に協力するが、嶐鑼さえも自分のものとしようと企む。道摩法師がそれを止めようとすると「求める闇が違う」とし道摩法師を殺害した。
嶐鑼が星明から晴明に乗り移ると彼を誘拐し嶐鑼を復活させ、嶐鑼と一体化して平安の都を破壊の限りを尽くす。彼の持つ陰我が迎門となり、そこから火羅を無数に呼び込むことで嶐鑼に脅威的な再生能力を与えるが、心滅を克服し進化したガロに陰我を一閃される。道満と嶐鑼が分離し、赫夜と星明の手により嶐鑼は封印されたが、道満は自ら求めた闇が正しいことを証明するために雷吼に最後の戦いを挑むが一閃されてしまう。そして、力尽きていく中で闇を求める全てのきっかけになった顔面の傷が星明により癒されながら、道満は今まで感じることができなかった光の温かさを星明の傍で感じながら消滅していった。
道長と雷吼の対談の際、雷吼は「己の欲望のためにあらゆるものを駒のように扱って犠牲にする道長と道満はよく似ている」とし、これに対し道長は、両者が捨て子であるということを見抜いている上で「雷吼と道満はよく似ている」とした。嶐鑼の内部では、道満は捨て子という自らと同じ境遇を持ちながら光の下に居続ける雷吼に対し、強い疑問を問いかけていた。
- 担当声優の関には「（星明を）堂々と待ち構えている自信と器の大きさに男を感じた」と評される一方、「難しいセリフが多いから覚えていられない」とも評されている。

明羅（）
声 - 田中敦子
劇場版のキーパーソンである、どの番犬所にも属していない魔戒法師であり、陰陽師。陰陽師では晴明や星明などの「安武」や「賀茂」の家が有名であるが、明羅はテレビ版では未登場であった「弓削」の系統である。普段は名乗ることは少ないが自らの姓は「土師」であると述べており、本名は「土師明羅（はじ の あきら）」。土師の同一族子孫である菅原道真と深い繋がりがあり、盗賊・時丸は実の弟。
火羅に襲われる人間を魔戒法師の力で救っているところを道長に目撃され、それ以降は道長の下で陰陽師として仕えているがそれは表向きの顔。真の目的は、幼いころに道長に対し強い恨みを持っていた父親が断食によって他界し、それを見た母も道長を恨みながら他界したことから、両親の仇をとるべく弟の時丸と共に、菅原道真の呪いが宿った薄墨桜や土人形を利用して道長へ復讐すること。両親を失い行く当てもなかったころは、ある魔戒法師に拾われ法師としての道を歩んでおり、守りし者としての使命は理解しているものの、陰我を都中にばら撒く道長を呪い殺すにあたって、都における多少の犠牲は仕方がないとの見解を示しており、テレビ版の黒星明となる前の星明の考え方によく似ている。
薄墨桜の復活後は薄墨桜と共に道長の下へ向かい、道長との会話では凄まじい憎悪の表情を見せ付ける。最終的には、消滅した時丸に代わり自分が薄墨桜の動力源となるべく自らその身を薄墨桜に捧げ、火羅と化すが、牙狼槍陣となったガロと魔導馬を巧みに操る斬牙によって討滅される。そして燃えていく火羅の中で、時丸の魂が、幼いころから両親の無念を晴らそうと苦しむ姉をずっと救いたかったと、明羅の魂に語り掛けていった。
時丸（）
声 - 東啓介
明羅の実の弟。実姉の明羅が自らの姓を土師と述べているため、本名は「土師時丸（はじ の ときまる）」。両親の無念を晴らすべく、姉と共に薄墨桜を復活させて道長への復讐を目論む。
盗賊として追い剥ぎ稼業をしながら陰我をその身に蓄え、薄墨桜に集めた陰我を注ぎ込んで目覚めさせた矢先、薄墨桜の樹洞に取り込まれ陰我を養分としてひたすら吸収され続けていたが、これは時丸と明羅が決めていたことであった。薄墨桜に祀られていた菅原道真の土人形が迎門となって菅原道真の怨霊を呼び寄せた際、時丸は薄墨桜の火羅となった。道長の下へ向かう際には、炎上する都の中で苦しむ姉弟を見て涙している。道長の下へ辿り着いた際には力尽き消滅してしまう。
稲荷・三狐神（）
声 - 鵜殿麻由（天）、佐藤依莉子（白）、佐咲紗花（空）
雷吼たちの管轄である東の番犬所の神官。白塗りのおかっぱ頭と京人形を思わせる姿をしており、3人とも同じ姿をしている。星明救出作戦の際には3人が戦いの場へ出現。作戦妨害をしようとする道満を変化の術で翻弄しつつ、巨大な狐の姿に変化して圧倒するというサポートをこなした。
劇場版にも登場しているが、喋っているのは鵜殿の演じる「天」1人だけであった。
- 紅蓮ノ月の劇場版『薄墨桜-GARO-』のクロスオーバードラマCD2の第二話「宿命」にも登場。近ごろ増加する火羅の元凶の調査のため、雷吼を英霊の塔へ向かわせる。

天狐
声 - 中田譲治（薄墨桜のみ）
番犬所の長老。
劇場版では星明や明羅と、薄墨桜について会話をしている。
梟帥（）
声 - 関智一（※友情出演)
劇場版に登場。九国の番犬所からの使いで、梟の姿をしている。九国で保輔が討滅した火羅の迎門が菅原道真が作った土人形であったことを伝えに来た。また、梟師に限らず九国の番犬所の者は全て梟の姿となっている模様。

### 貴族・武官
安武 晴明（）
声 - 天神英貴
陰陽寮史上最強と称される陰陽師にして魔戒法師。星明の祖父。道長の右腕として光宮と道長の両方を守るべく尽力しているが、道長にとってはただの道具でしかなく、晴明の命が尽きそうなときには道長は道満へ代わりの役を持ちかけていた。星明が道摩法師にかけられた術を解こうとするが、黒星明の一端が現れたことでそれはかなわなかった。黒星明となった星明を救い出すべく、雷吼を星明の心に侵入させる術を行う。しかしこの術により星明の心から解き放たれた嶐鑼を自分自身が受け入れてしまうこととなり、道満に誘拐され、最終的には嶐鑼復活の際に死亡した。死亡前には、光宮の奥にある嶐鑼封印の十二の術が記された安武家に伝わる書物を盗み出すよう、番犬所に依頼をしていた。
四条 公任（）
声 - 佐々木望
平安京を武で守護する検非違使庁の長官、検非違使別当。「道長四天王」の一角。本名は藤原 公任（）。
腕の立つ陰陽師でありながらも道長になびかない星明の尻尾を掴もうとしているほか、京を騒がせる物の怪（火羅）に憂う一方で、光宮の安全を優先して疫病に侵された貧民を切り捨てるという冷徹な面もある。
野心家であり、経緯と時期は不明ながら既に火羅に憑依されていた。
保身のためなら非道も辞さず、貧民に非道を行おうとしていたところを保昌に指摘された際は、即座に裏切り者として部下に命じて殺そうとするほど。
また自分に逆らう光宮の貴族を盗賊の仕業に見せかけて殺害しており、その遺品を戦利品の如く検非違使庁に数々の上訴状と共に保管していた。それを保輔と保昌に暴かれると、道長を亡き者にしようと火羅としての本性を現す。
賀茂 保憲（）
声 - 駒谷昌男
陰陽師の名門である賀茂家の長にして、陰陽寮の教官役でもある陰陽博士。「道長四天王」の一角。星明にとってはもう1人の祖父でもあるが、彼女のことを快く思っていない。
晴明に関しても快く思っておらずその隙を突かれ蘆屋道満により火羅の依代とされ光宮の襲撃に利用されてしまう。
藤原 保昌（）
声 - 星野貴紀
藤原保輔の兄。「道長四天王」の一角で、道長の家司。藤原南家の生まれであり妹がいるが、道長が黄金騎士の鎧を欲した際に多田新発意に妹との結婚を勧めた。
道長に命じられて白銀の鎧の所持者を探索していたところ、喝破による異変の起こった廃屋へ駆け付け、保輔が白銀の鎧の所持者になっていたことを知る。第17話の四条公任の隠蔽事件の際には、保輔と手を組み盗賊に変装し、四条公任の不正を暴くため共に検非違使庁に忍び込むという協力行動も見せた。
道長は道満を討滅するべく雷吼を呼び出すよう保昌に命令し、保昌はそれに応じ夜の都を駆ける中で黒星明と遭遇。星明ではないことを見抜くが、黒星明の刀に変形した魔導筆の一撃を受けて死去してしまう。この死去は、星明討滅の依頼を受けて悩む保輔を怒り狂わせ、討滅へ向かわせた。
源 頼信（）
声 - 野村勝人
「道長四天王」の一角。道長の護衛にあたった時、星明の美貌に見惚れてしまう。雷吼が幼いころに、藤原道長が黄金騎士の鎧を我が物とすべく、政略結婚をさせた藤原保昌の妹と多田新発意の間に生まれた子であったが、黄金騎士の鎧を受け継ぐことはできなかった。しかし、生まれた時から多田新発意の下で黄金騎士の鎧を継ぐ者としての鍛錬を受けていたため、素体火羅程度ならば討滅できるほどの剣の腕を持ち、守りし者としての自覚も強い。当初は雷吼の弟であることを知らなかったこともあり、星明のそばにいる雷吼のことを快く思っていなかったが、彼と生き別れた真相を知ってからは尊敬し「兄上」と呼ぶようになった。また、第17話の四条公任の隠蔽事件後は、討滅された四条公任の後継として道長により検非違使庁の長官に任命されている。第23話では嶐鑼に都を焼き払われ逃げまとう民を一時的に光宮へ避難させることを道長に申し入れたが、「光宮の外にいる虫（＝民）は嶐鑼が勝手に掃除をしてくれる」「お前も助かりたければ光宮にいればよい」と一蹴される。民の命を優先すべく道長の命に背いて民を光宮に入れてしまったことにより、道長の信頼を失う。さらに、民の受け入れを一蹴した時とは手のひらを反すような発言で民の信頼を得る道長の姿を見て「私は今までこんな卑劣な男に仕えていたのか」と憤怒。その後、光宮の中で道長に逆賊と扱われてしまっているが、それ以降の光宮の描写が一切ないため彼が現在どうなっているのかは不明。
劇場版においては、頼信・道長の双方共に理由は不明だが嶐鑼事件の一件後も検非違使として道長の下で勤めている。新たな警備体制が敷かれ平民・貴族お構いなしに罪人を捕らえるようになったため、雷吼たちにはあまり会えなくなっている。明羅の策略により雷吼と金時が検非違使に捕縛された際には、彼らを救出すべく単身で乗り込んだ。また、都を襲う薄墨桜が放った土偶火羅を討滅し、星明の封印の槍の復活に協力するなど、重要な活躍を見せた。
小野 明允（）
声 - 宮本充
劇場版にて登場。テレビ版で頼信を除く道長四天王の3名が亡くなりその空席を補填するためか、新たに検非違使看督長として配属され、貴族・平民問わず罪を犯した者を片っ端から捕縛する厳しい体制を築いた。道長に従順で彼からは「堅物」とまで呼ばれるほど生真面目な性格だが、菅原道真の怨霊である薄墨桜に異様な感情を露わにした道長を見ると、都に害をもたらす存在であると認識し道長を捕縛した。
和泉式部（）
声 - 日髙のり子
常識はずれの奔放さで数多くの男性と浮名を流した恋多き女で、京の情報屋のような存在。
星明とは旧知の仲らしく、彼女にはよく情報を提供する。その身分ゆえにへりくだる星明に対して「『和泉ちゃん』でいいわよ」と気兼ねなく呼ぶように促すなど、気さくな面を持つ。なお、星明以外には情報の対価を厳格に要求している。
金時が時若であったころから既に情報屋を営んでおり、時若も酒呑童子の情報を掴むために訪れていた。当時と現在では彼女の容姿は全くといっていいほど変化していない。
橘 正宗（）
声 - 後藤光祐
白塗りをした貴族風の細身の男性。恐妻家であるものの正妻（声 - もりなつこ）を追い出して女官を側室に据えようと迫るが、その場面を火羅の残滓の影響を受けていた雷吼に見られて多額の金銭を支払う羽目になったり、火羅に一時的に憑りつかれるなどコミカルな面が目立つ。雷吼曰く、「陰我の塊のような存在」。
末摘花（）
声 - 斉藤貴美子
その長身と異様な装い、また豪快で分け隔てない振る舞いから、都で悲劇の姫君と噂されている貴族の姫。
源融（）
声 - 三ツ矢雄二
大納言。源氏の中でも1番の色男であり光君とも呼ばれており数々の浮名がありそれが度を越したため貴族たちの反感を買い赤石の国に引退させられていたが、賀茂が変化した火羅によって光宮が甚大な被害を受け人手不足となり呼び戻されていた。
実は赤石の国に滞在中に火羅化しており、自身に近付く貴族の娘の生気を喰らうことで自身の若さと美貌を保ち続けていたが、その味に辟易し始め頼信に目を付ける。

### その他の人物
道摩法師（）
声 - 土師孝也
四条河原に小屋を建てて暮らす謎多き老法師。髑髏の施された黒い賽を持つ。蘆屋道満と共に行動する。
その正体は「先代の蘆屋道満」であり、安武晴明とは呪術勝負を繰り広げたライバル関係にあった。
雷吼の本名を知っており、道満と同じ「呪われた子」と称する。
星明とも因縁があり、彼女が幼いころに自ら安武の家を出て行った後に手を差し伸べ、彼女に星明の名を与えて魔戒法師としての修行をつけていた。彼女が成長すると肉体関係も持つようになっていた。彼女が光と闇の力を使える類稀な存在であることから、どちらに傾くのかを期待している。
また、藤原家に生まれながら捨てられた蘆屋道満を拾い、彼を弟子として闇を操る術を教え込んでいる。成長後、幾度となく行き過ぎた行動をとる道満を静止する。
紅蓮の月に封印されし火羅・嶐鑼を復活させ都を滅ぼそうと目論む。しかし嶐鑼復活が迫った時、嶐鑼を取り込み強大な闇を得ようとする道満を危険視し静止させようとするも、彼の心に抱く強大な闇の全てを理解することはできず、殺害されてしまう。
多田新発意（）
声 - 辻親八
源頼信の父。源満仲。かつては有力な武官貴族であり、出家したあとも一族の長として強い影響力を持つ。藤原保昌と道長の圧力に屈して保昌の妹を妻に娶るが、雷吼と彼の母親・玉櫛を京の外へ追い出した後、病に臥せる。現在ではそのことを後悔しており、夢にうなされるまでになった。渡辺綱が火羅と化した際には現在の妻をかばい、爪を受ける。慈法和尚の件で依頼のために星明の庵を訪ねた頼信の話によると、爪を受けてからしばらくして亡くなった模様。
雷吼が生まれる前は見習い魔戒騎士で、酒呑童子と交戦する中で常若（金時）と出会い会話をしている。女遊びにふけるなどの一面があり、当時の妻である玉櫛には呆れられていた。
赫夜（）
声 - 大橋彩香
清楚で類稀なる美貌ゆえに多くの貴族から求婚を望まれる女性。しかし、そのうちの5人が次々と火羅に襲われて変死してしまい、雷吼に救いを求める。この事件の犯人は火羅と化した彼女の養い親である竹取の翁と嫗であった。雷吼によって事件が収束した後、月から呼び戻されて月へと帰った。
しかし、黒星明や紅蓮の月が登場すると雷吼たちの前に再び姿を現す。その正体は、かつて古の時代に災いをもたらした火羅「嶐鑼」を封印するために、安武家の魔戒法師の先祖により作り上げられた人型の魔導具である。嶐鑼封印のため、彼女は魔戒法師から十二の呪文を授けられ、嶐鑼を紅蓮の月へ封印していた。意味深な言葉を幾度か呟くが、これは全て嶐鑼を封印するための十二の呪文の一部であった。嶐鑼の依代となった星明を救うためにもその力を発揮。最終決戦の嶐鑼戦では十二の呪文のうち残り二つが思い出せずにいたが、死亡前の晴明が番犬所に光宮に保管されている十二の呪文が記された書物の盗難を依頼しており、これを保輔が達成し書物を持って出現したため、十二すべての呪文を思い出した。雷吼たちの死闘の末に呪文を唱え、星明と共に力を発揮して嶐鑼を再び紅蓮の月へ封印することに成功。赫夜自身も紅蓮の月へ再び帰っていった。
戦闘の際は光輝く竹林を発生させて、敵の攻撃から身を守ったり、敵の動きを封じたりする。
玉櫛
声 - 折笠富美子　(※本編では「雷吼母」とされ、声は岡本沙保里)
雷吼の母親で、源満仲（多田新発意）の妻。夜な夜な屋敷を抜け出している夫が女遊びをしているものと勘違いし屋敷を抜け出していたところで、火羅・酒呑童子を追っていた常若と出会う。しかし、夫の満仲は見習い魔戒騎士として番犬所の命により火羅と戦っていた。親しくなった常若からこの事実を知らされたことで、夫に対する疑問はなくなる。火羅討滅へ向かう常若に、〇の中に金の文字が書かれた布をお守りとして渡している。酒呑童子が妊娠中の母体を狙っていたため、玉櫛も狙われてしまうが常若に助けられる。酒呑童子との戦闘は屋敷の外で行われたため、常若が鎧を纏って討滅したことを玉櫛は知らない。
この出来事の1年後に源頼光（雷吼）を出産。鎧を纏ったことで記憶がなくなり年齢が若返って幼い容姿となった金時が玉櫛に仕えるために屋敷へやってくる。金時が、かつて常若に渡したお守りの布を着用していたことから玉櫛は涙した。金時に記憶はないが、常若と玉櫛の二人は再会していることになる。
しかし、藤原道長が黄金の鎧を手にするための政略結婚の策により、呪詛の疑いをかけられ子の雷吼共々都を追放されてしまう。その後、盗賊や火羅で蔓延する道中で火羅の襲撃に遭い死亡した。
菅原 道真（）
声 - 土師孝也
劇場版に登場。劇中では本名よりも「菅公（かんこう）」と呼ばれることが多い。明羅と同じく、かつて帝に仕えていた土師の一族である。藤原家と因縁があり、100年以上も前の当時において藤原家により無実の罪を着せられ太宰府へ左遷されたことで強い無念を抱えた。それを怨念として、自身が家臣に残した薄墨桜や一族独自の製法で作り上げる土人形に込めた。
雷吼たちの世では、明羅が土人形を迎門として菅原道真の怨霊を薄墨桜に呼び込み、新たな火羅となった。

## 魔戒騎士一覧
※下記の魔戒騎士が纏う鎧は単体で「〜の鎧」とも呼ばれる（ガロならば「ガロの鎧」）。
黄金騎士ガロ（）
金色の狼の姿をした魔戒騎士。「一子相伝」の掟により、受け継ぐためには先代と血のつながりを持ち、さまざまな過程を経て英霊たちに装着を認められなければならない。
テレビシリーズ前半の鎧は星明の封印が施されており、ザルバにかかった封印を解く必要があった。その姿は、形状と瞳の色は『魔戒ノ花』で冴島雷牙が纏ったガロの鎧と同じだが、鈍い金色をした鎧となっている。
黄金騎士ガロ・陣（）
雷吼が自力で星明の封印を破り纏った姿で金時曰くガロの本来の姿。大袖や佩楯、錏などが追加されさながら武者鎧のような印象を受ける。魔導火の種火が無くとも全身から緑の魔導火を発し、烈火炎装を使用することができる。
- 鎧のヒダが、TVシリーズでは竹谷隆之のアドバイスで4つになっていたが、劇場版では桂正和の原案の3つになっている。デザインした桂正和曰く、胸の装甲はマジンガーZのブレストファイヤーから着想を得たものだという。

翼人(仮称)
最終回に登場した。星明が自身の術によりガロに力を与えた姿。背中に赤い仁王襷と黄金の翼を生やし、自在に宙を舞う。
- 劇場版『薄墨桜-GARO-』映像ソフト初回生産限定盤同梱のクロスオーバードラマCD4の完結編第四話「黄金」にて再登場。邪悪な思念の塊である魔獣が仕掛けた崩れ行く時空連結の空間から脱出するため、レオン・ルイスの双烈融身に続き召還され、道を切り拓いた。
- 仁王襷は雨宮慶太の案で追加されたものである。

牙狼槍陣
劇場版に登場。薄墨桜の火羅に対抗するために星明が復活させた封印の槍を持ったガロが変化した姿。明羅を取り込んだ薄墨桜が放つ強力な光線やガロの烈火炎装の剣が通用しない装甲をも槍で貫くほどのパワーを持つ。
魔導馬 轟天
劇場版に登場。明羅と融合した薄墨桜の火羅を保輔と共に討滅する際、ガロが召還した。召還時には「轟天」の文字が浮かび、そこから魔導馬が出現している。星明が復活させた封印の槍により進化したガロを乗せ、薄墨桜の攻撃を避けるため、ザンガの魔導馬と共に都中を凄まじいスピードで駆け抜けた。
白蓮騎士ザンガ（）
白銀の狼の姿をした魔戒騎士。実写シリーズの白夜騎士ダンに非常によく似た姿だが、振るう魔戒剣は蓮の花を模した鍔を持つ返しがところどころに付いた鋭い幅広の大刀に変化する。また、稲荷・三狐神から与えられた魔導火が封じられた水晶玉を魔戒剣に擦り付けることで青い烈火炎装を使用することができる。ガロと同様「一子相伝」の掟はあるが他の人間でも認められれば装着はできる。鎧を召還する際は頭上で8の字を描く。
レッカ
劇場版に登場した、ザンガが召還する魔導馬。九国から都にたどり着くまで最短でもおよそ3日を要するため、保輔はこの魔導馬で魔界を強引に駆け抜けて当日中に都へ辿り着き、雷吼らの前に現れて明羅と融合した薄墨桜の火羅を蹴り飛ばした。雷吼らと共に薄墨桜の火羅との対決に参戦し、轟天と共に都を駆け抜けた他、封印の槍が貫通したことで燃えゆく薄墨桜に挟まったガロを救出するため、保輔は強引にもこの魔導馬で蹴り飛ばしている。
- 劇場版『薄墨桜-GARO-』映像ソフト初回生産限定盤同梱のクロスオーバードラマCD4の完結編第四話「黄金」にも再登場。邪悪な思念の塊による、『DIVINE FLAME』に登場した使徒ホラー「サー・ヴェヌス」と同じ空間移動攻撃を回避するためザンガが召還、鎧を召還できないレオン・ルイスを乗せて一時撤退をした。魔導馬レッカの名はこちらで明らかにされた。

## 火羅一覧
特記の無い限り、公式サイトの「火羅」を出典としている。
素体火羅（）
人間の陰我に引き寄せられ、魔界より現れる。特殊な条件以外では陽の下で活動できないため、陰我ある人間に取り憑き、その者となり人を喰らう。陰我に応じた姿や能力を得る前の文字通りの素体。
共通して餓鬼のような姿をしており、戦闘能力はさほど高くないとは云え、それは魔戒騎士たちから見た話であり、人間が太刀打ちできる相手ではない。
閻剛（）
第1話に登場。命が宿った仏像を掘りたいという欲望から狂気に走り、いつしか美しい女性を殺し続けようになった仏師の順慶が、道満の妖術で夜な夜な歩き回っていた仁王像に納めた胎内仏が迎門となって現れ、彼に憑依した火羅。その欲を体現するかの如く、醜悪な仁王像の如き姿をしており、布と青い炎を武器とする。
美しい女性を捕らえては菩薩像に変えていたが、星明の罠にかかって結界に閉じ込められたことで本性を現し、雷吼に襲いかかるも巨大な体躯そのままの力押しの戦いが黄金騎士に通用するはずもなく、鎧を召還した雷吼に一撃で斬り捨てられた。
骸羅（）
第2話に登場。京の外、大災によって遷都を余儀無くされた南都に在った宮使の者たちが火羅となった姿。異形の陰陽師のような姿をしており、複数の素体火羅を従えている。
京の都から一歩外に出た力なき者たちは火羅に喰われてしまうと言われ、都を出た葛城親子もこの火羅たちに襲われた。
怒蜘羅（）
第2話に登場。山中にて父と共に火羅に襲われた魔戒騎士見習い・葛城久頼が恐怖に囚われるあまり父を殺した短剣が迎門となり、火羅となったとされる姿。
魔戒剣さえあれば惨事を免れたという久頼の勝手な思念が増幅し、刀への異常な執着に繋がっている。蜘蛛のような頭を持ち、長い手足と俊敏な動きで人間を捉え、魂を喰らう。また、腹部から短剣を放って攻撃する。
火羅化後は、刀を持った武士を標的に刀狩りと捕食活動を繰り返しており、雷吼の刀を狙い弟子入りを装って近づく。雷吼の刀は父の刀であり、雷吼が父を殺して奪ったと嘯いて動揺させるが、星明の言葉で決意を新たにした雷吼に討滅され、隠し持っていた父の頭蓋骨を残して消滅した。
天愚（）
第3話に登場。道満が呼び出した素体火羅が検非違使や囚人に憑依した姿。長い鼻と胸部にもう一つの顔を持つ甲冑を纏った悪鬼のような姿をしており、羽団扇で衝撃波を起こし、飛行能力と羽団扇を大剣に変化させて肉体を強化する能力を有する。
3体出現し、鎧を召還する前の雷吼や頼信らを圧倒するが、いずれもガロとなった雷吼には敵わず討滅された。
鎌鼬（）
第4話に登場。赫夜の育ての親・讃岐造麿が金品財宝に目がくらみ火羅に憑依された姿。素早い身のこなしで対象を翻弄し、両腕の鎌で切り裂く。
火羅化後は、妻と共謀して赫夜に求婚を望む貴族たちを惨殺・捕食し、財宝を強奪していた。雷吼との戦闘では、ガロ鎧に自身の鎌が通用せずそのまま両断されるが、強い妄執により復活を遂げ、妻と融合して山颪に変貌する。
山姥（）
第4話に登場。讃岐造麿の妻・媼が夫同様火羅に憑依された姿。怪力を持ち、右腕の巨大な包丁で対象を切り裂く。
雷吼との戦闘では、夫が倒された後に大岩を投げつけて攻撃するも首を切り落とされて瞬殺されるが、強い妄執により復活を遂げ、夫と融合して山颪に変貌する。
山颪（）
第4話に登場。鎌鼬と山姥が融合した姿。背中から炎が噴き出ているヤマアラシのような姿をしており、全身を丸めて突進攻撃を繰り出す。
雷吼に突撃するもそのまま一刀両断され、討滅される。
小袖の手（）
第5話に登場。小袖が身分の差を恨みそれを迎門として火羅に憑依された姿。羽織に頭飾りがついた姿で羽織を投げて相手を拘束することが出来る。
雷吼と星明を動揺させるが、最後はガロに討滅される。
以津真天（）
第6話に登場。かつて南都を滅ぼし、時の帝により遷都を余儀無くしたが、魔戒法師たちに封印された伝説の火羅。蘆屋道満により封印が解かれた。巨大な竜のような姿で現れる。疫病を好む火羅とも言われ、ごべえという少年の母に憑依し、以前から病魔に冒されていた彼女の生への執着心の強さを糧にするが、それ以前にも空を漂う赤い火のような形で現れていた。その姿を見た者は吐血し、喉を焼かれて死に至る。最終的には完全体になる前に雷吼に討滅された。
雷獣（）
第7話に登場。星明の母である葛子姫が、屋敷を襲撃した大量の素体火羅を取り込み変化した姿であり、四肢に緑の炎を宿した巨大な金色の獅子の姿である。星明の父、信太丸の命を懸けた封印の術により封印され、晴明により熊野の霊場に移され安置されていたものの、道満により封印が破られかけ、最終的に長年母であった火羅を魔導具と化し使役する術を使われ、牛車を依り代として雷吼たちの新たな足となる。最終決戦の嶐鑼戦でも遺憾なく使用されたが、劇場版では登場することはなかった。
手ノ目（）
第8話に登場。渡辺綱が雷吼を追放した罪悪感によって自身も気が付かぬうちに以前に一条戻橋で自ら右腕を切り落とした火羅に憑依された姿。腕と胴体に目を持つ黒い悪鬼のような姿で背中に生えた伸縮自在の無数の肢と右腕の爪が武器。最後は結界の中で雷獣に轢かれた上ガロが一閃し討滅された。
闇呑（）
第9話に登場。金欠で番犬所に仕事をもらいに行った雷吼が持ってきた仕事の際、ダークマターのような形で大きな口から光を食らう。その力は黄金の鎧にさえも及び、その光を奪う。最後はザルバの助言を受けた雷吼に斬られるが、その残滓はザルバに宿って黒く変色させ、災いをもたらすことになる。
葬獄（）
第10話に登場。廃れた寺の和尚である慈法が仏教をないがしろにした貴族への恨みや陰陽師への恨みを道満に煽られ、写経していた巻物を迎門として召還された素体火羅に食われ、火羅と化した。人間の背丈ほどの赤い鬼のような姿をしており、手を小槌に変えて対象に当てることでそれを衣服ごと小さくできる。その能力で下級陰陽師たちを小さくし、食らっていた。雷吼をもその能力で小さくするが、その能力を逆に利用されて星明たちにおびき出された後、内部から斬られて討滅される。
喝破（）
第11話に登場。本来は藤原成通という野心家の青年で、蹴鞠を通じて帝に取り入ろうとしていたが、保輔に対抗心を燃やした末に自分の不注意から足を壊したため、保輔のことを逆恨みする。その後、流行り病で死亡する際に手元の毬が野心に惹かれて変化した迎門により、火羅と化した。顔の両側に黒い毬状の瞳を持ち、笠から嘴が覗く姿をしている。蹴り飛ばす寸前に唇が出現し攻撃対象物に対して命中すると消滅させる蹴鞠を出現させ、蹴り飛ばして攻撃する。保輔の盗賊団での手下を襲撃してその大半を殺害し、正体に気付いた保輔をおびき出した際、偶然にも異変に気づき駆け付けた保昌にも同様の恨みがあるために襲いかかるが、最後はザンガとなった保輔に蹴りで頭の皿を割られ、怯んだ隙に立て続けに一振りの斬撃で討滅される。
賀茂保憲火羅態
第14話に登場。賀茂が晴明に対して抱いていた憎悪と嫉妬心につけ込み、蘆屋道満の手引きにより憑依した。火羅としての姿は人型の蝶のような姿で伸縮自在の口吻と鱗粉を武器とする。乳房のような胸部と甲高い声など女性的な特徴を有する。
道長の前で火羅の姿になると鱗粉で光宮に住まう貴族に甚大な被害を及ぼす。その後に星明と対峙し圧倒するが、最後は封印を自力で破った雷吼と保輔により討滅された。
源融火羅態
第15話に登場。源融の若さと美貌への異常なほどまでの執着心につけ込み、手鏡を迎門として憑依した。魅了した対象を意のままに操る能力を持つ。火羅としての姿は仮面をつけた貴族風であり仮面を分裂させてエネルギー弾を放つことが出来る。
魅了した頼信に襲わせたり、本性を現した後には紅蓮の月の魔力でパワーアップを遂げて雷吼を苦戦させるが、最後は牙狼剣の一閃で討滅された。
正宗の妻火羅態
第16話に登場。だらしのない夫に憤慨し、彼が言い寄った女性たちを次々と惨殺してはその罪を擦り付けようと目論んでいた正宗の妻が抱く陰我につけ込み、正宗がこれまでに手を出した女性たちを綴った手記を迎門として憑依した。火羅としての姿は残ざんばら髪を生やした単眼の鬼のような姿で、怪力と舌を武器とするほか、頭部から対峙した相手が心に抱く女性の顔を出現させ、動揺を誘う能力を有する。
正宗が和泉式部の名を出したことがきっかけで不満を爆発させて火羅化し、彼女を殺害しようと目論む。雷吼との戦いでは、星明の顔を出現させて動揺を誘おうと目論んだが、彼には通じず最後は牙狼剣の一突きで討滅された。
四条公任火羅態
第17話に登場。四条公任の真の姿。二刀流の鎧武者のような姿をしており、紅蓮の月の影響でパワーアップを遂げた際には四足歩行の異形の姿に変貌する。
保輔と対峙し一度は斬られるが、紅蓮の月の力でパワーアップを果たして猛攻で圧倒するが、最後はザンガに両断され討滅される。
嶐鑼（）
その存在は第18話から語られ、登場したのは第23話から。都ができる遥か以前の古の時代に災いをもたらし、魔戒騎士や魔戒法師が束になっても勝てなかったため、安武家の魔戒法師が魔導具である赫夜を作り出し、赫夜に与えられた十二の呪文により紅蓮の月という地で結界により封印されていた。しかし、道摩法師の策略により紅蓮の月の封印が解かれ、月を覆い隠すように紅蓮の月が空へ出現し、また完全復活までの間は嶐鑼の魂が星明を依代とした。第15話以降、紅蓮の月に照らされた火羅がパワーアップしたのはこの嶐鑼の影響である。3つの顔と8本の腕を持つ千手観音のような姿で、8つの手のひらには人の顔のようなものがある。そこから赤い炎や黄色い光線、紫の雷、光弾などを発射し、都を炎上させていった。さらに無数の手を古の時代の力に加えて強大な陰我を持つ道満と融合したことにより（道満の首が嶐鑼の頭部から突き出ている）、脅威的な再生力を持ったため、雷吼たちを苦しめた。水連のような形態となってガロを包み込んで取り込もうとするが、心滅寸前の状態のガロに脱出される。その後心滅を克服しさらなる進化を遂げたガロと、ザンガや赫夜、星明たちの手によって道満と切り離され、嶐鑼は再び紅蓮の月へ封印された。
酒呑童子（）
ソフト版の第25話に登場。ターゲットは女性のみで、身籠った妊婦のみを攫っており、自らは「捨童子（）」と名乗っていた。その理由は、火羅になる前に人間が捨て子であり、子を孕んだ全ての親への強い復讐心を持っているため。都の騎士のほとんどがこの酒呑童子に倒されているが、この強さの秘密は複数体存在することにあった。そのため、常若がそのうちの1体を討滅し番犬所に報告した際、酒呑童子はまだ存在すると告げられていた。玉櫛もまた赤子を身籠っていたために襲撃してくるが、常若にそれを妨害され、屋敷の外で戦闘を行う。3体がかりで常若を圧倒するが、最終的には鎧を纏った常若に全て討滅されたものと思われる。
薄墨桜
劇場版に登場。100年以上も前に、藤原家により土師の一族の子孫である菅原道真が無実の罪を着せられ太宰府へ左遷された際に、自身の無念を込めて家臣へ送られ、獅子ヶ山で育てられた。しかし、ある日を境にして樹の桜が枯れ果て、これを見た家臣は道真に何かあったのではと思い太宰府へ赴くが道真は無事で、道真が自ら作った土人形を与えられる。家臣がこの土人形を樹の洞に祀ると、樹の桜は再び咲き出した。道真が死亡すると薄墨桜へ落雷が落ち炎上、さらには都にも雷が降り注いで多くの被害を出し、この樹は道真の怨念の象徴とされている。その正体は左遷された菅原道真の怨念が宿った火羅であり、当時の魔戒騎士や法師が一同となって戦うも苦戦を強いられ、法師一人が命と引き換えに生み出した封印の槍を使うことでようやく封印できるほどの力を持つ。
この封印により桜は枯れ果てたのだが、両親と道真の敵討ちのため道長への復讐を誓う明羅と時丸は薄墨桜の力を利用すべく、時丸が陰我を樹に注ぎ込み続け自身の体を生贄とすることで100年ぶりに樹の桜が咲き始めた。さらに、道真が土師の一族に代々伝わる制作術で作った土人形を依代として迎門を開き、道真の怨霊も呼び出したことで蛾のような黒い樹の怪物の姿へ変貌する。道真の怨霊を取り込んだ影響か、道真の詠んだ歌を常に声に出している。道長の下へと向かう道中で、自分（時丸）や明羅と同じ境遇に遭っている都の者に涙しながら道長に向かって進んでいく。道長や小野は、この火羅を「菅公の亡霊」と呼称している。道長への復讐があと一歩というところで時丸の命が尽き活動を停止してしまうが、復讐を諦めきれぬ明羅は自身をも依代とさせ、さらに強力な形態へと変貌。最終的には、封印の槍を携えたガロとザンガにより討滅される。
怪物の姿へ変貌した後は、自身が散らせる桜の花びらが地上へ落ちるとそれが迎門となって土偶火羅が生成される他、花びらが落ちた場所付近の広範囲が炎上する。また、黒い雷を放出することも可能。明羅を取り込んだ際には丸みを帯びた銀色の金属質ボディとなり、強力な青い光線を放つこともできるほか、黄金騎士の烈火炎装の剣すらも受け付けない防御力を誇る上、咆哮だけで星明の展開する結界を全て完全に破壊し消滅させてしまうほどの強大な力を持つ。

## 関連用語
※「魔戒騎士」「魔戒法師」など、GAROシリーズの基本的な用語説明については、おおむねアニメ第1作『牙狼-GARO- -炎の刻印-#関連用語』と共通であるので、そちらなども参照（「ホラー」は「火羅」と同義）。
魔戒騎士（）
太古より人知れず火羅と戦い、人間たちを守る騎士たちの総称。鎧を召還し装着することで、火羅を遥かに凌駕する力を行使する。また、一子相伝であり男にしか継承できない。昔は魔戒法師が火羅から人間を守っていたが、強い力を持つようになった火羅を殲滅する存在として、魔戒騎士が誕生した。
魔戒法師（）
魔導力を駆使し、魔戒騎士をサポートする術師たちの総称。魔導具や魔戒騎士の武器となる魔戒剣などを生み出す。
黄金騎士ガロ（おうごんきしガロ）
黄金の鎧を召還して火羅と戦う、魔戒騎士の中でも最高位である唯一無二の存在。「ガロ」とは、旧魔戒語で「希望」という意味を持つ。
火羅（）
この世の闇に潜む邪悪なる魔物。魔界から陰我の宿る呪物を迎門として出現、火羅として人間に取り憑き、人間を喰らうようになる。その姿や力は憑依した人間の邪心に応じて異なる。
番犬所（）
魔戒騎士を束ねる存在。魔戒騎士に火羅討滅の指令を下したり、火羅に関する情報を提供するなどの役割がある。普通の人間は行くことはできない。雷吼たちが所属する東の番犬所は京の外れにある稲荷神の石像が配置された巨木が出入り口になっている。雷吼の管轄の番犬所は狐がモチーフとなっていて、袴垂が派遣された先の九国の地では梟となっている。
迎門（）
火羅が人間界にやってくるための魔界への通り道。
陰我（）
森羅万象あらゆるものに存在するといわれる、怒りや憎しみといった負の感情。
光宮（）
平安京の宮城。天子の住まう場所にして政治の中枢。陰陽師たちの術に守られている。術により発生している光の結界は、嶐鑼の攻撃にも耐えられると道長が自負するほど。火羅さえも寄せ付けない力に満ちているが、道満が光宮に現れて以降は内部でも迎門が開くようになり火羅も出現し始める。奥には安武家に伝わる嶐鑼封印の十二の術が記された書物が保管されているが、これは番犬所から指令を受けた保輔によって盗み出された。
陰陽師（）
天子に仕える官職の1つ。陰と陽、そして木・火・土・金・水の五行から、この世界の森羅万象を読み解く陰陽五行思想に基づいて、国のさまざまな祭祀を執り行ってきたほか、占術や呪術を駆使することで、退魔行を成している。魔戒騎士や魔戒法師とは関わらず、貴族のためにのみ動いている。名門は「安武」家と「賀茂」家。劇場版では「弓削」も登場。
式神（）
陰陽師が扱う鬼神。式札を使用して呼び出す。意思を持つ。
検非違使（）
天子に仕え、京の治安維持や違法者を検挙するために設けられた官職。現代の裁判官と警察官とを兼ねる。
劇場版では、検非違使庁は藤原道長の手にかかっているとされている。
紅蓮の月（）
突如空に現れた赤い月。その輝きは火羅を強化する作用があり、討滅された火羅の残渣を真っ赤に染めて吸い上げる。その実態は真の月ではなく、強大な火羅・嶐鑼を封印する地であった。そして、その月が紅く染まったのは、道摩法師によって封印が解かれ、依代が地上に現れたからだった。
土師の一族（）
劇場版に登場。帝の葬儀や墓づくり、埴輪作りなどを手掛けていた一族で、明羅や菅原道真の祖先。この一族が土人形を作る際、自身を依代にするという製法が代々受け継がれており、菅原道真もこの製法で自身を依代にした土人形を自身の家臣や九国に流していた。

## スタッフ
- 原作 - 雨宮慶太
- 監督 - 若林厚史
- 助監督 - 松見真一
- シリーズ構成 - 會川昇、井上敏樹
- メインキャラクターデザイン - 桂正和
- アニメーションキャラクターデザイン - 海老原雅夫
- ホラーデザイン - 後藤伸正、山下香織
- プロップデザイン - 新妻大輔
- 美術設定 - 高橋麻穂
- 美術監督 - 滝口勝久→高橋麻穂
- 色彩設計 - 中村千穂
- 撮影監督 - 浅川茂輝
- CG監督 - 難波克毅
- 編集 - 廣瀬清志
- 音響監督 - 久保宗一郎
- 音楽 - MONACA
- 音楽プロデューサー - 井上俊次
- クリエイティブプロデューサー - 丸山正雄
- 企画プロデューサー - 久保亨
- プロデューサー - 鷹木純一
- アニメーション制作 - MAPPA
- 製作 - 東北新社

## 主題歌
オープニング主題歌
「紅蓮ノ月〜隠されし闇物語〜」（第1話 - 第14話）
作詞 - 奥井雅美 / 作曲 - 影山ヒロノブ / 編曲 - 須藤賢一 / 歌 - JAM Project
- 影山ヒロノブ（第1・2話）
- きただにひろし（第3・4話）
- 奥井雅美（第5・6話）
- 福山芳樹（第7・8話）
- 遠藤正明（第9・10話）
- JAM Project（第11話 - 第14話）

「月華」（第15話 - 第24話）
作詞 - 奥井雅美 / 作曲 - 影山ヒロノブ / 編曲 - 鈴木マサキ・寺田志保 / 歌 - JAM Project
エンディング主題歌
「花紋」（第1話 - 第14話）
作詞 - 佐咲紗花 / 作曲 - 奥井雅美 / 編曲 - 鈴木マサキ / 歌 - 佐咲紗花 with 三狐神囃子（鵜殿麻由、佐藤依莉子）
※映像は2種類あり、稲荷が舞い踊るものとキャラクターが総登場するもの。1話1話交互に差し変わる。

「花蓮」（第15話 - 第24話）
作詞 - 佐咲紗花 / 作曲 - 奥井雅美 / 編曲 - エンドウ.（GEEKS） / 歌 - 三狐神囃子（大橋彩香、佐咲紗花、鵜殿麻由、佐藤依莉子）

## 各話リスト
| 話数                | サブタイトル | 脚本            | 絵コンテ              | 演出                        | 作画監督                                                                   |
| ------------------- | ------------ | --------------- | --------------------- | --------------------------- | -------------------------------------------------------------------------- |
| 第一話              | 陰陽         | 井上敏樹 會川昇 | 若林厚史              | いがりたかし                | 相馬満、高乗陽子                                                           |
| 第二話              | 縁刀         | 會川昇          | 下田正美              | 駒屋健一郎                  | 柳瀬譲二、服部一郎 阿部弘樹                                                |
| 第三話              | 呪詛         | 會川昇          | 波多正美              | 波多正美                    | Yang Jeong Hee                                                             |
| 第四話              | 赫夜         | 和智正喜        | コバヤシオサム        | 林明偉 板井寛樹             | 高澤美佳、新沼大祐                                                         |
| 第五話              | 袴垂         | 村越繁          | サトウシンジ          | Kim Min Sun                 | Ji Yang Ho Kim Seong Beom                                                  |
| 第六話              | 伏魔         | 水上清資        | 武藤健司              | Kim Dong Jun                | Kim Bo Kyung Hwang Mi Jeong                                                |
| 第七話              | 母娘         | 會川昇          | 林明偉                | 武藤健司                    | 桑原剛、高乗陽子 小磯沙矢香、外山陽介 大江香織、高澤美佳                   |
| 第八話              | 兄弟         | 會川昇 猪爪慎一 | 下田正美              | 波多正美                    | Yang Jeong Hui、Um Ik Hyeon Kim Seong Beom                                 |
| 第九話              | 光滅         | 吉岡たかを      | コバヤシオサム        | Kim Min Sun                 | Kim Bo Kyung、Lee Min Bae Kim Myung Hyun、Kim Seong Beom                   |
| 第十話              | 一寸         | 猪爪慎一        | 川尻善昭              | 山口美浩                    | 小畑賢、服部憲知 永吉隆志                                                  |
| 第十一話            | 斬牙         | 和智正喜        | 林明偉                | 伴保典 板井寛樹             | 日向正樹、高乗陽子 桑原剛、外山陽介                                        |
| 第十二話 （特別編） | 曲宴         | -               | -                     | 井野十兵 平井省太郎         | -                                                                          |
| 第十三話            | 相克         | 村越繁          | 中村哲治              | Kim Dong Sik                | Lee Min bae、Ryu Seung cheol Kim Bo Gyeong                                 |
| 第十四話            | 星明         | 水上清資        | いがりたかし          | いがりたかし                | 大津直、高乗陽子 高澤美佳                                                  |
| 第十五話            | 心月         | 村越繁          | 下田正美              | 牧田佳織                    | 外山陽介、高原修司 北村友幸、冨田佳亨 桑原剛                               |
| 第十六話            | 最低         | 水上清資        | 室井ふみえ            | 波多正美                    | Kim Myeong Hyeon、Lee Min Bae Kwon Hyeok Jeong                             |
| 第十七話            | 兇悪         | 和智正喜        | 川尻善昭              | Kim Min Sun                 | Kim Bo Kyung、Ryu Seung chul Jang Kil Yong、Kwon Hyuk Jung Kim Myung Hyun  |
| 第十八話            | 星滅         | 猪爪慎一        | 中村哲治              | 板井寛樹                    | 日向正樹、清瀬篭 高乗陽子、沓澤陽子 外山陽介                               |
| 第十九話            | 繚乱         | 村越繁          | 永居慎平 林明偉       | 小野田雄亮                  | 大津直、桑原剛 Lee Min Bae、本間充                                         |
| 第二十話            | 依代         | 水上清資        | 川尻善昭              | いがりたかし Mudang Jiansae | Ryu Seung chul、Kwon Hyuk Jung Kim Myung Hyun                              |
| 第二十一話          | 対決         | 和智正喜        | 永居慎平 サトウシンジ | 山口美浩                    | 小畑賢、永吉隆志 桐谷真咲、坂由香里 服部ますみ、松下純子                   |
| 第二十二話          | 共鳴         | 村越繁          | 中村哲治 下田正美     | 波多正美                    | Lee Min Bae、Oh Yang hyeon Eom Ik yun                                      |
| 第二十三話          | 嶐鑼         | 村越繁          | 中村哲治 永居慎平     | Kim Min Sun                 | Kim Myung Hyun、Kwon Hyuk Jung Lee Min Bae                                 |
| 第二十四話          | 討月         | 猪爪慎一 久保亨 | 川尻善昭 武藤健司     | いがりたかし 武藤健司       | 海老原雅夫、大津直 高乗陽子、桑原剛                                        |
| 第二十五話          | 刻蝶         | 村越繁          | 林明偉 永居慎平       | 波多正美                    | 海老原雅夫、Kim Myeong Hyeon Ryu Seung chul、Kim Bo kyung Kwon Hyeok Jeong |

## 放送局
※ 本編初回開始日の前週はGARO歴代シリーズ振り返りや本作品のキャスト・スタッフなどを紹介する特別編『牙狼 -紅蓮ノ月- 平安の闇に吼える金狼スペシャル！』を放送。
| 放送期間                      | 放送時間                     | 放送局             | 対象地域・備考 | 備考 |
| ----------------------------- | ---------------------------- | ------------------ | -------------- | ---- |
| 2015年10月10日 - 2016年4月2日 | 土曜 1:23 - 1:53（金曜深夜） | テレビ東京         | 関東広域圏     |      |
|                               |                              | テレビ北海道       | 北海道         |      |
|                               | 土曜 1:53 - 2:23（金曜深夜） | テレビせとうち     | 岡山県・香川県 |      |
|                               | 土曜 2:05 - 2:35（金曜深夜） | テレビ愛知         | 愛知県         |      |
|                               | 土曜 2:10 - 2:40（金曜深夜） | テレビ大阪         | 大阪府         |      |
| 2015年10月11日 - 2016年4月3日 | 日曜 1:55 - 2:25（土曜深夜） | TVQ九州放送        | 福岡県         |      |
| 2015年10月16日 - 2016年4月8日 | 金曜 1:45 - 2:15（木曜深夜） | 福井テレビ         | 福井県         |      |
| 2015年11月2日 -               | 月曜 1:25 - 1:55（日曜深夜） | 青森朝日放送       | 青森県         |      |
| 2016年2月17日 -               | 水曜 1:53 - 2:23（火曜深夜） | チューリップテレビ | 富山県         |      |

| 放送期間                      | 放送時間           | 放送局           | 対象地域・備考                                                                                |
| ----------------------------- | ------------------ | ---------------- | --------------------------------------------------------------------------------------------- |
| 2015年10月10日                | 土曜 18:55 - 19:30 | スターチャンネル | 日本全域（BS/スカパー!プレミアム） 無料放送 牙狼 -紅蓮ノ月- 平安の闇に吼える金狼スペシャル！  |
| 2015年10月16日 - 2016年4月8日 | 金曜 20:15 - 20:45 | スターチャンネル | 日本全域（BS/スカパー!プレミアム） 無料放送 EPG上では20:15 - 21:00 土曜夕方にリピート放送あり |
| 2015年10月24日 -              | 土曜 20:25 - 21:00 | ファミリー劇場   | 日本全域 ミニ番組『魔戒指南』とのパッケージ放送 日曜朝にリピート放送あり                      |

| 配信期間                      | 配信時間                     | 配信サイト         | 備考                                                               |
| ----------------------------- | ---------------------------- | ------------------ | ------------------------------------------------------------------ |
| 2015年10月17日 - 2016年4月9日 | 土曜 0:00 - 0:30（金曜深夜） | ニコニコ生放送     | 10月10日に特別編を放送                                             |
|                               | 土曜 0:30 更新（金曜深夜）   | ニコニコチャンネル | 10月10日から特別編を無料配信 第1話無料、第2話以降1週間無料         |
|                               | 土曜 12:00 更新              | バンダイチャンネル | 第1話無料、第2話以降有料                                           |
|                               | 土曜 更新                    | GYAO!              | 10月11日（日曜）0:00 から特別編を無料配信 第1話無料、第2話以降有料 |

※ この他。下記インターネットサービスサイトでも同時期に配信（順不同）
テレビドガッチ、Rakuten SHOWTIME、ビデオマーケット、BESTHIT動画、MOVIEFULL、HAPPY動画、U-NEXT、Google Play、Amazonインスタント・ビデオ、TSUTAYA TV、DMM.com、ひかりTV、PlayStation Store

## 劇場版
劇場版『薄墨桜 -GARO-』（うすずみざくら ガロ）は2018年10月6日公開のアニメ映画。テレビシリーズ『紅蓮ノ月』に登場した「守りし者」たちが遭遇した次なる戦いの物語を、他のGAROシリーズを多数執筆している小林靖子の脚本によって描く。なお今回は監督が西村聡に交替し、アニメ制作もスタジオM2とスタジオVOLNの共作になった。
テレビシリーズを観ていなくても楽しめるよう制作されているため、時系列は不明となっている。ただし、雷吼を演じた中山麻聖曰く、『紅蓮ノ月』ラストから続いている設定にもなっている。

### スタッフ（劇場版）
- 原作 - 雨宮慶太
- 監督 - 西村聡
- 脚本 - 小林靖子
- メインキャラクターデザイン - 桂正和
- アニメーションキャラクターデザイン - 横山愛、海老原雅夫
- 美術監督 - 橋本和幸
- 色彩設計 - 堀川佳典
- 撮影監督 - 魚山真志
- CG監督 - 高橋将人
- 編集 - 神宮司由美
- 音楽 - 高田龍一、MONACA
- 音響監督 - 久保宗一朗
- アニメーション制作 - スタジオM2、スタジオVOLN
- 制作 - 東北新社

### 主題歌（劇場版）
「ヒトヒラ」
作詞 - 奥井雅美 / 作曲 - 遠藤正明 / 編曲 - 寺田志保 / 歌 - JAM Project

## 関連商品

### DVD・Blu-ray
全てポニーキャニオンから発売。テレビシリーズは、Blu-rayとDVDが全2巻で発売。BOX1は2016年4月2日、BOX2は2016年7月6日発売。劇場版は、2019年3月20日にBlu-rayとDVDが発売。

### CD
花紋
2015年11月25日にランティスより発売された、佐咲紗花 with 三狐神囃子のシングル。前期エンディングテーマを収録。
紅蓮ノ月〜隠されし闇物語〜
2015年12月23日にランティスより発売された、JAM ProjectのEP。前期オープニングテーマの全バージョンを収録。
月華
2016年2月10日にランティスより発売された、JAM Projectのシングル。後期オープニングテーマを収録。
花蓮
2016年2月24日にランティスより発売された、三狐神囃子のシングル。後期エンディングテーマを収録。
TVアニメ『牙狼 -紅蓮ノ月-』オリジナルサウンドトラック
2016年4月20日にランティスより発売された、本作のサウンドトラック。2枚組CDで、ディスク1は全32曲、ディスク2は全31曲が収録されており、この中にテレビサイズの主題歌4曲分も含まれる。収録される主題歌のうちの「紅蓮ノ月〜隠されし闇物語〜（TVサイズ）」は、JAM Project全員がボーカルとなっている。
牙狼<GARO>黄金歌集 牙狼響
2017年10月18日にランティスより発売された、牙狼シリーズのベストアルバム。テレビシリーズのオープニングテーマとエンディングテーマを収録。前期オープニングテーマは、JAM Project Ver.のみを収録しており、バージョン違いは含まれていない。
JAM Project BEST COLLECTION XIII A-ROCK
2018年10月31日にランティスより発売された、JAM Projectのアルバム。劇場版の主題歌が初収録された。
牙狼<GARO>黄金歌集 牙狼奏
2020年9月23日にランティスより発売された、牙狼シリーズのベストアルバム。劇場版の主題歌を収録。

### フィギュア
本作で初登場した黄金騎士 ガロ (雷吼Ver.)と星明が商品化されている。

## アニメ牙狼クロスオーバードラマCD
全4枚のアニメ牙狼シリーズのボイスドラマCD。1枚につき1話が収録されている。数量限定の『薄墨桜-GARO-』の入場特典として、週ごとに配られており、1週目に第1話「紅雷」、2週目に第2話「宿命」、3週目に第3話「心闇」が配布された。4枚目の最終話「黄金」は『薄墨桜-GARO-』のBlu-rayとDVDの初回限定盤に付属していた。Blu-rayとDVDの初回限定盤に劇場配布から1枚をもらえる応募券が付属したものの、数量限定だったことから入手困難となっている。異なるアニメ牙狼作品のキャラクターが共演する物語となっている。